# Stanisław Albrecht

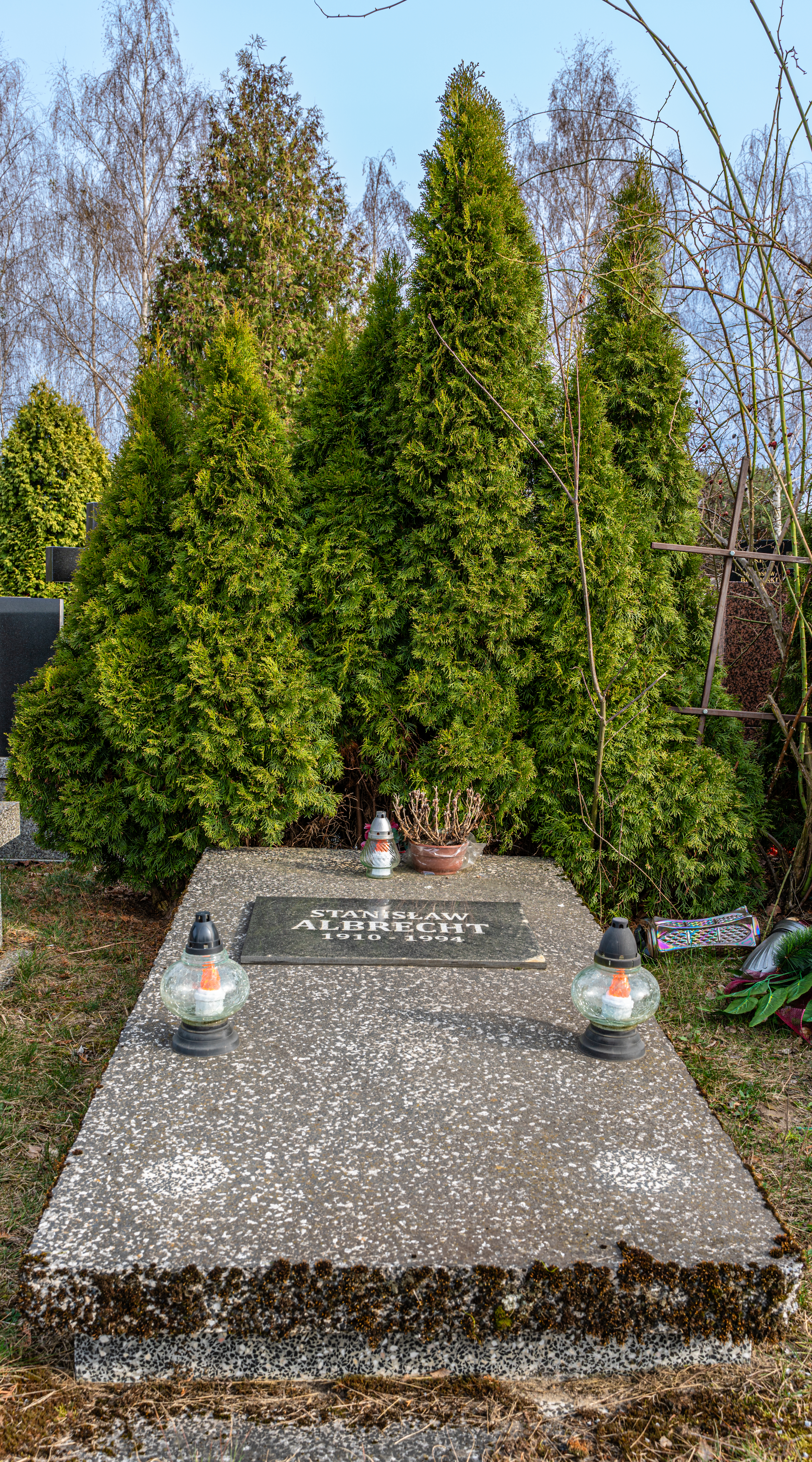
Grób Stanisława Albrechta na cmentarzu komunalnym Północnym w Warszawie

Stanisław Albrecht (ur. 23 marca 1901 we Wrzeszczewicach, zm. 23 grudnia 1994) – polski architekt, urzędnik i dyplomata PRL.

## Życiorys
Urodził się 23 marca 1901 we Wrzeszczewicach. W 1933 ukończył studia na Wydziale Architektury Politechniki Warszawskiej. W 1938 zdobył pierwsze nagrody w konkursach na rozplanowanie Placu Dąbrowskiego oraz projekt szkicowy na gmach Urzędu Wojewódzkiego w Łodzi oraz trzecią nagrodę w konkursie na projekt rozplanowania portu lotniczego na Gocławiu w Warszawie. Należał do Stowarzyszenia Architektów Polskich. Malował także obrazy artystycznie.
Po II wojnie światowej pełnił stanowisko kierownika Wydziału Propagandy w Biurze Odbudowy Stolicy. Od 1947 do 1952 był dyrektorem Przedsiębiorstwa Państwowego „Film Polski”. Zasiadał także w Komisji KC PZPR ds. Filmu. Za jego kierowania „Filmem Polskim” w 1951 powołano Centralny Urząd Kinematografii podporządkowany Radzie Ministrów, którego został prezesem w 1952 i pracował tamże do 1955. Po odejściu z CUK został  ambasadorem PRL w Niemczech Wschodnich. W późniejszym czasie od 25 maja 1965 do 22 grudnia 1970 był ambasadorem PRL w Holandii.
Zmarł 23 grudnia 1994 i został pochowany na cmentarzu komunalnym Północny w Warszawie. Miał żonę Kamillę Albrecht z Flisowskich (1920–1999), syna Jana (ur. 1944).

## Odznaczenia i ordery
- Order Sztandaru Pracy II klasy (1964)[1]
- Krzyż Oficerski Orderu Odrodzenia Polski (1951)[7]